# Private Affairs (film 1925)
Private Affairs è un film muto del 1925 diretto da Renaud Hoffman. La sceneggiatura di Alfred A. Cohn (che curò anche le didascalie) si basa sul racconto The Ledger of Life di George Patullo, pubblicato il 4 marzo 1922 sul Saturday Evening Post.

## Trama
Dopo la morte del direttore delle poste nella piccola città di Twin Forks viene trovato un pacchetto di lettere sulla sua scrivania, lettere datate a cinque anni prima e mai consegnate. Le lettere vengono spedite, causando numerose complicazioni nella vita dei residenti locali.

Amy Lufkin, felicemente sposata con un brav'uomo, riceve una proposta da Lee Cross, un ex innamorato che nel frattempo ha fatto fortuna nel petrolio.
Andy Gillespie, l'ubriacone della città, scopre di aver ereditato una fortuna. Irma Stacy, la moglie del farmacista, apre una lettera indirizzata al marito dal suo vecchio amore proprio mentre ne apre una del proprio vecchio amore: la cosa causa la rabbia e la gelosia di entrambi. Amy, dal canto suo, dopo avere letto la sua vecchia lettera, diventa insoddisfatta della propria sorte fino a quando Lee Cross torna in città. Il suo ex è ora diventato un dandy vanitoso e volgare. La donna, rinsavita, torna con gratitudine alla vita domestica e al marito. Nel frattempo, a Irma e a suo marito l'ira è sbollita e i due coniugi si riconciliano.

## Produzione
Il film fu prodotto dalla Renaud Hoffman Productions.

## Distribuzione
Il copyright del film, richiesto dalla Renaud Hoffman Productions, fu registrato il 28 aprile 1925 con il numero LP21443.
Distribuito dalla Producers Distributing Corporation (PDC) e presentato da Gilbert Heyfron, il film uscì nelle sale statunitensi il 20 aprile 1925 con la lunghezza di 1.870 metri. Nel Regno Unito, fu distribuito il 20 aprile 1925 in una versione di 1.724,55 metri.
Non si conoscono copie ancora esistenti della pellicola che viene considerata presumibilmente perduta.